# Luossejaure (Sorsele socken, Lappland)
Luossejaure är en sjö i Sorsele kommun i Lappland och ingår i Umeälvens huvudavrinningsområde. Sjön har en area på 0,956 kvadratkilometer och ligger 579,1 meter över havet. Luossejaure ligger i Vindelfjällen Natura 2000-område.

## Delavrinningsområde
Luossejaure ingår i det delavrinningsområde (729991-155789) som SMHI kallar för Utloppet av Luossejaure. Medelhöjden är 611 meter över havet och ytan är 4,55 kvadratkilometer. Det finns inga avrinningsområden uppströms utan avrinningsområdet är högsta punkten. Vattendraget som avvattnar avrinningsområdet har biflödesordning 4, vilket innebär att vattnet flödar genom totalt 4 vattendrag innan det når havet efter 368 kilometer. Avrinningsområdet består mestadels av skog (79 procent). Avrinningsområdet har 0,96 kvadratkilometer vattenytor vilket ger det en sjöprocent på 21,1 procent.